# 사랑의 트위스트
사랑의 트위스트는 1997년에 가수 설운도에 의해 발표된 노래이다.
설운도의 부인 이수진씨가 작사하고 설운도가 작곡한 노래로, 댄스 트로트로 당시 트위스트 춤이 유행하여
청소년들에게 인지도가 매우 높아지며 크게 히트를 친 노래다.

## 가사
1. 학창 시절에~ 함께 추었던~ 잊지 못할 샹하이 트위스트~
나팔 바지에~ 빵 집을 누비던~ 추억 속의 사랑의 트위스트~
샹하이 샹하이 샹하이 트위스트 추면서~ 난생 처음 그녀를 알았고~
샹하이 샹하이 샹하이 트위스트 추면서~ 온 동네를 주름 잡았던
사랑했던 모든 사람들~은~ 잊지 못할 추억의 트위스트~

2. 그녀와 함께~ 신나게 추던~ 잊지 못할 샹하이 트위스트~ 
단발 머리에~ 미소가 예뻤던~ 추억 속의 사랑의 트위스트~
샹하이 샹하이 샹하이 트위스트 추면서~ 난생 처음 그녀를 알았고~
샹하이 샹하이 샹하이 트위스트 추면서~ 그녀에게 빠져 버렸던~
터질 것만 같은 이 가슴~은~ 잊지 못할 사랑의 트위스트~ 
잊지 못할 사랑의 트위스트~